# Hydrolea macrosepala
Hydrolea macrosepala är en tvåhjärtbladig växtart som beskrevs av Alfred William Bennett. Hydrolea macrosepala ingår i släktet Hydrolea och familjen Hydroleaceae. Inga underarter finns listade i Catalogue of Life.